# Cuvieria carisochroma
Cuvieria carisochroma är en nässeldjursart som beskrevs av Péron 1807. Cuvieria carisochroma ingår i släktet Cuvieria och familjen Dipleurosomatidae. Inga underarter finns listade i Catalogue of Life.

## Bildgalleri

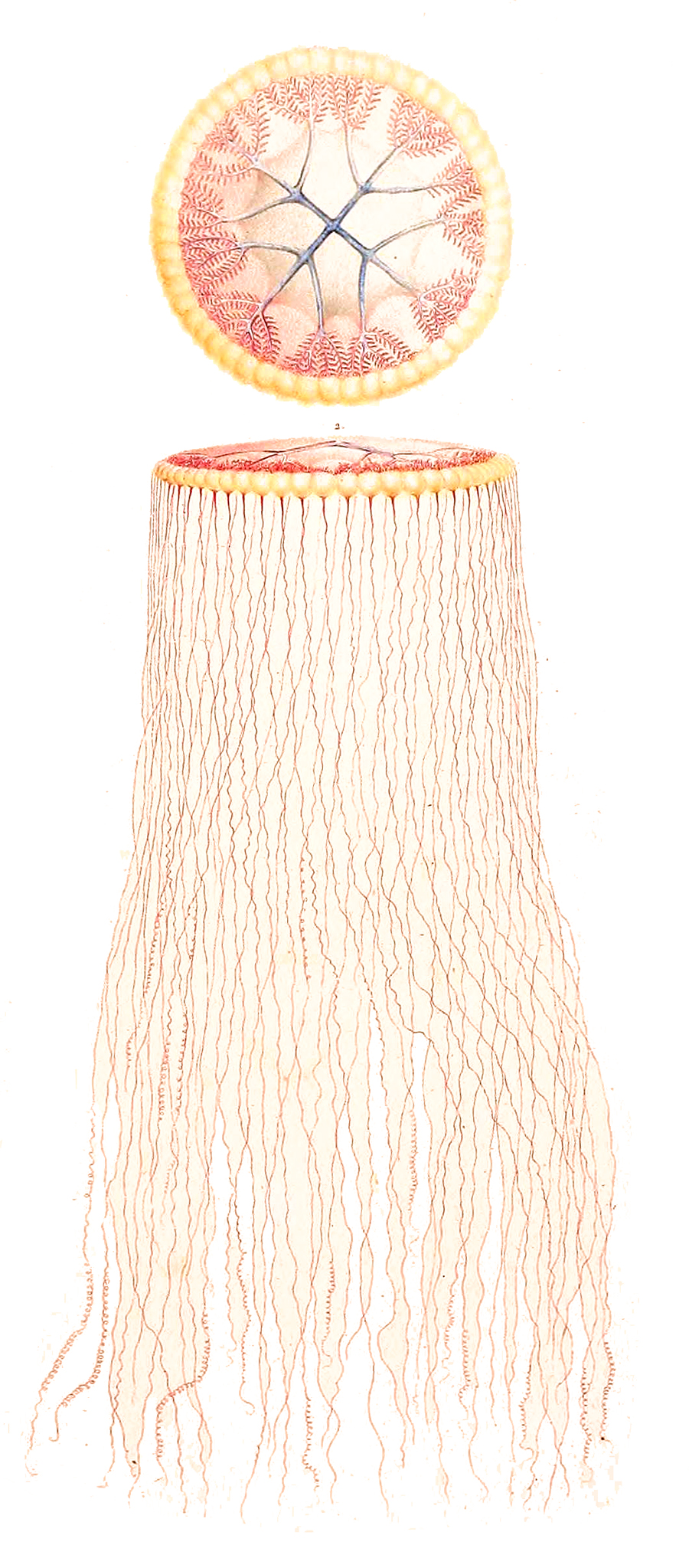